# Batalla de Argel
La batalla de Argel o la Gran represión de Argel se opuso, en 1957 en Argel (departamento de Argel o zona autónoma de Argel), durante la Guerra de Argelia, la 10.ª división del ejército francés a los independentistas argelinos del Frente de Liberación Nacional (FLN). Tras los numerosos ataques perpetrados contra la población por el FLN, el poder civil delegó entonces todos los poderes en general Massu para desmantelar la organización del FLN y poner así fin a los atentados, desde enero hasta octubre de 1957.
A partir de 1956, la violencia se aucentuó en Argelia y en Argel en particular, Robert Lacoste, ministro residente y gobernador general de Argelia, utilizó los poderes especiales adoptados en la Assemblée nationale en marzo de 1956. Ordenó al general Jacques Massu, comandante de la 10.ª división de paracaidistas, que pacificara Argel. El 8 de enero de 1957, Massu entró en la ciudad con 8000 paracaidistas y proclamó la ley marcial. El FLN tomó represalias con ataques y una huelga general que comenzó el 28 de enero de 1957. Como reacción, el ejército dividió la ciudad en sectores y rodeó los barrios musulmanes. Ejerció una fuerte represión y llevó a cabo detenciones masivas, internando a los detenidos en centros donde se utilizaba la tortura para obtener información. Esta estrategia desmanteló efectivamente la organización de la Zona Autónoma de Argel, obligando a sus dirigentes a abandonar Argel y llevando a la detención de algunos miembros clave, Larbi Ben M'hidi y Yacef Saâdi, así como a la eliminación de Ali La Pointe.
La batalla fue ganada por el ejército francés, que erradicó los atentados y la guerrilla urbana del FLN, y se restableció el orden, pero dio lugar a una crisis moral porque los métodos utilizados no fueron aceptados por todos.
El 28 de marzo de 1957, el general Jacques Pâris de Bollardière, opuesto a la tortura, pidió ser relevado de sus funciones. Intelectuales y funcionarios, así como algunos reservistas que prestaban servicio en Argelia, siguieron su ejemplo. El 12 de septiembre de 1957, Paul Teitgen, antiguo combatiente de la resistencia y católico, dimitió en protesta por los métodos del general Massu. A pesar de la censura, los franceses descubrieron los aspectos menos conocidos de este episodio de la Guerra de Argelia, mientras que en Argelia contribuyó a la solidaridad de una parte de los pueblos autóctonos en torno al FLN. Los franceses de Argelia, que sufrieron tres meses de atentados del FLN, no olvidaron al general Massu que ganó la batalla de Argel, y le apoyaron durante la crisis de mayo de 1958, también llamada golpe de Estado del 13 de mayo de 1958, cuando creó el Comité de salud pública,  luego una segunda vez cuando, tras haber criticado la política argelina del general De Gaulle, fue trasladado a la Francia metropolitana, lo que provocó la «semana de las barricadas».
La batalla de Argel fue uno de los episodios más sangrientos de la guerra de Argelia, que terminó en 1962 con la declaración de la independencia argelina.

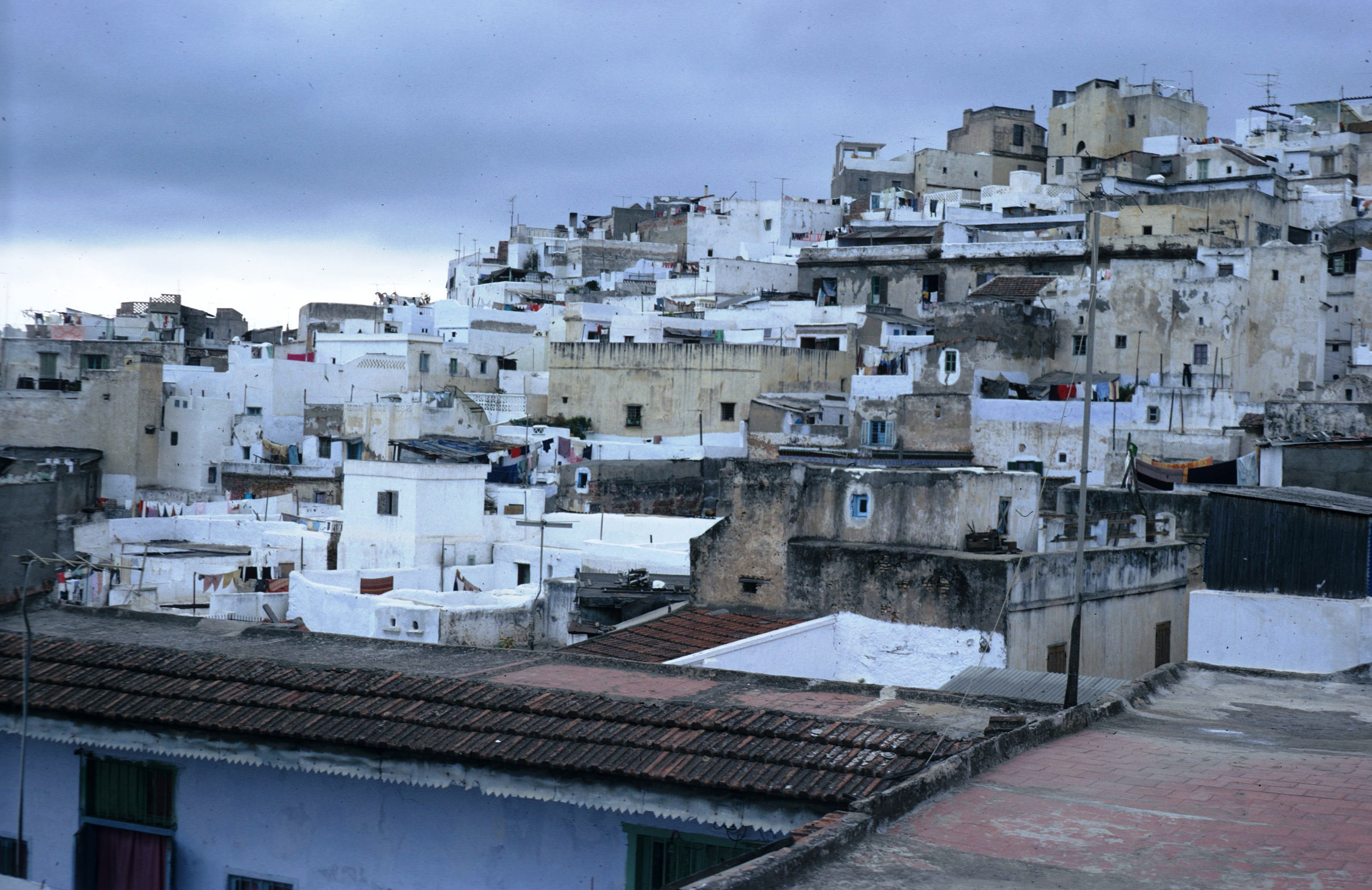
La Casba de Argel «el maquis urbano», lugar propicio para la total clandestinidad de los dirigentes del FLN era la sede del Estado Mayor de la Zona autónoma de Argel.

## Historia

### El uso de la expresión: «batalla de Argel»
La denominación «batalla» surgió aunque un oficial francés negó que aparecieran los instrumentos esenciales de la batalla sino que todas las acciones violentas consistían, por un lado en atentados y, por otro, en detenciones e interrogatorios. Por estas razones, algunos historiadores consideran que es preferible hablar de una «gigantesca operación policial», otros de una batalla de inteligencia, sin subestimar la violencia de este episodio, que provocó en la población urbana penurias físicas y psicológicas quizás menos profundas que las de la población rural. El general Massu, en su libro La vraie bataille d'Alger, dice que tomó prestada la expresión «batalla de Argel» de Yacef Saâdi, que en 1962 publicó su Souvenirs de la bataille d'Alger. Saâdi, por su parte, observó que Massu ya lo había utilizado en una carta del 13 de junio de 1957 reproducida por él en su libro. Pero la expresión ya se encuentra en una directiva de Robert Lacoste del 3 de abril de 1957, en la que se felicitaba por la victoria en la batalla de Argel. Según Saadi, el inventor de la fórmula fue un periodista de Radio Alger llamado Jacques Le Prévost, al que calificó de «formidable polemista», empeñado en presentar la causa del FLN de forma «tendenciosa», y contra el que, como advertencia, se colocó una bomba en los estudios de la emisora el 14 de enero de 1957. Al elegir un término deliberadamente exagerado como «batalla», las autoridades francesas habrían querido justificar la extrema violencia y las torturas en la represión. En cualquier caso, el término se adoptó rápidamente.

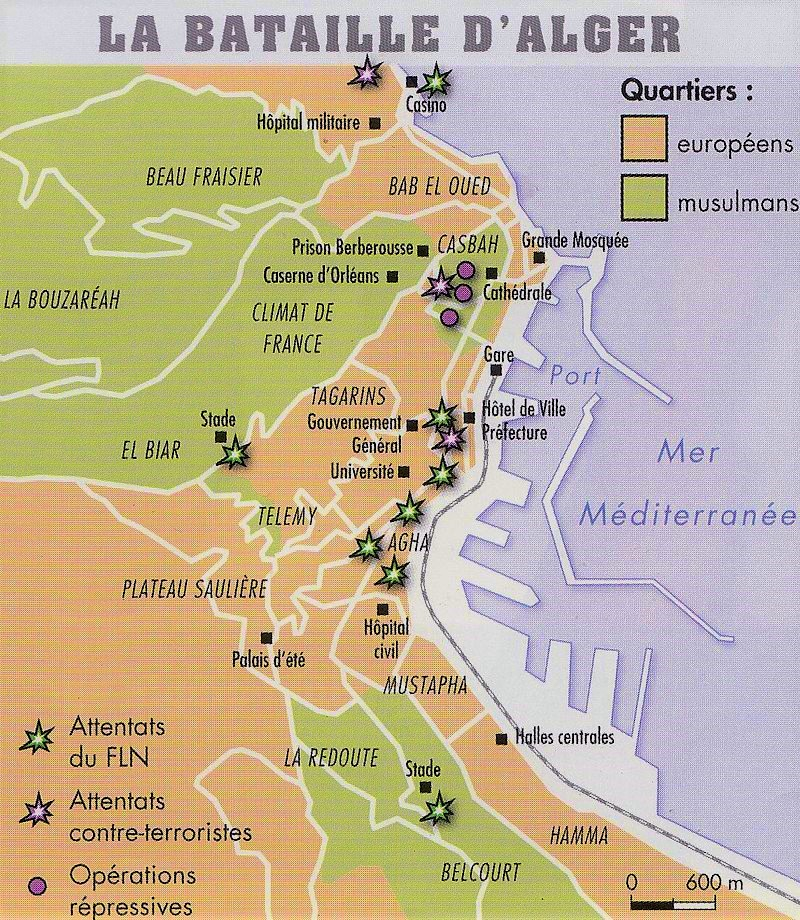
Argel: Principales atentados del FLN, ataques antiterroristas de los ultras de la Argelia francesa y operaciones represivas del ejército francés antes y durante la batalla de Argel.

### Principales jefes militares

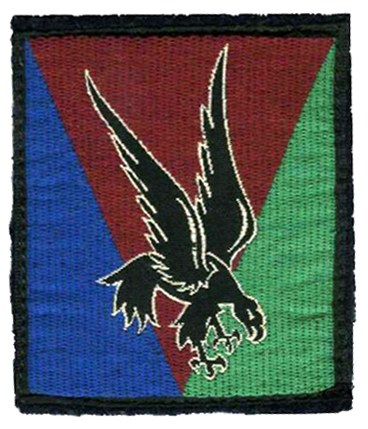
Insignia de la 10.ª división de paracaidistas.
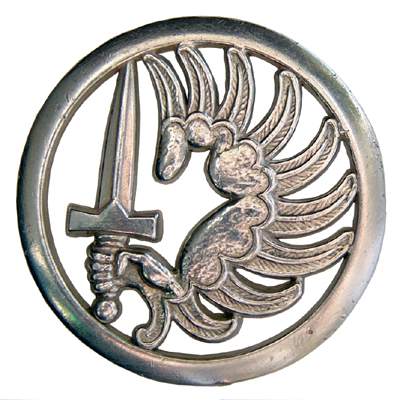
Insignia de boina de paracaidistas.
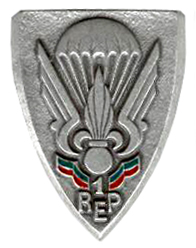
Insignia reglamentaria del primer regimiento extranjero de paracaidistas.
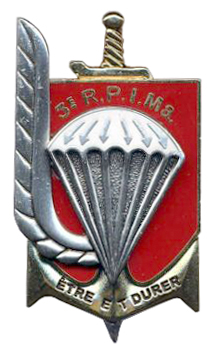
Insignia del regimiento del tercer regimiento de paracaidistas de la infantería de marina.

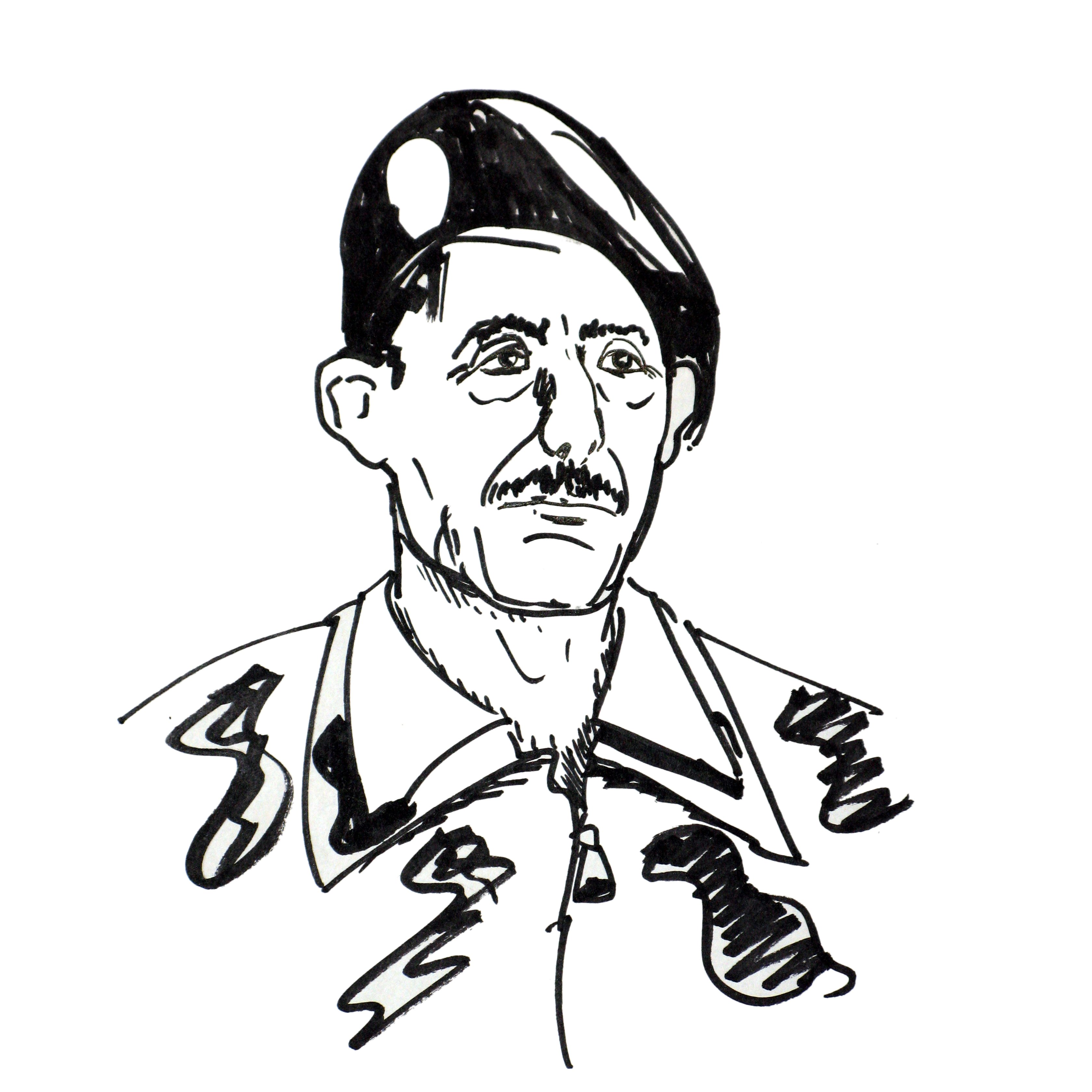
Jacques Massu.
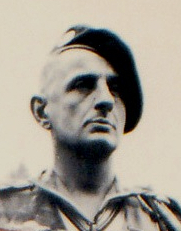
Marcel Bigeard.
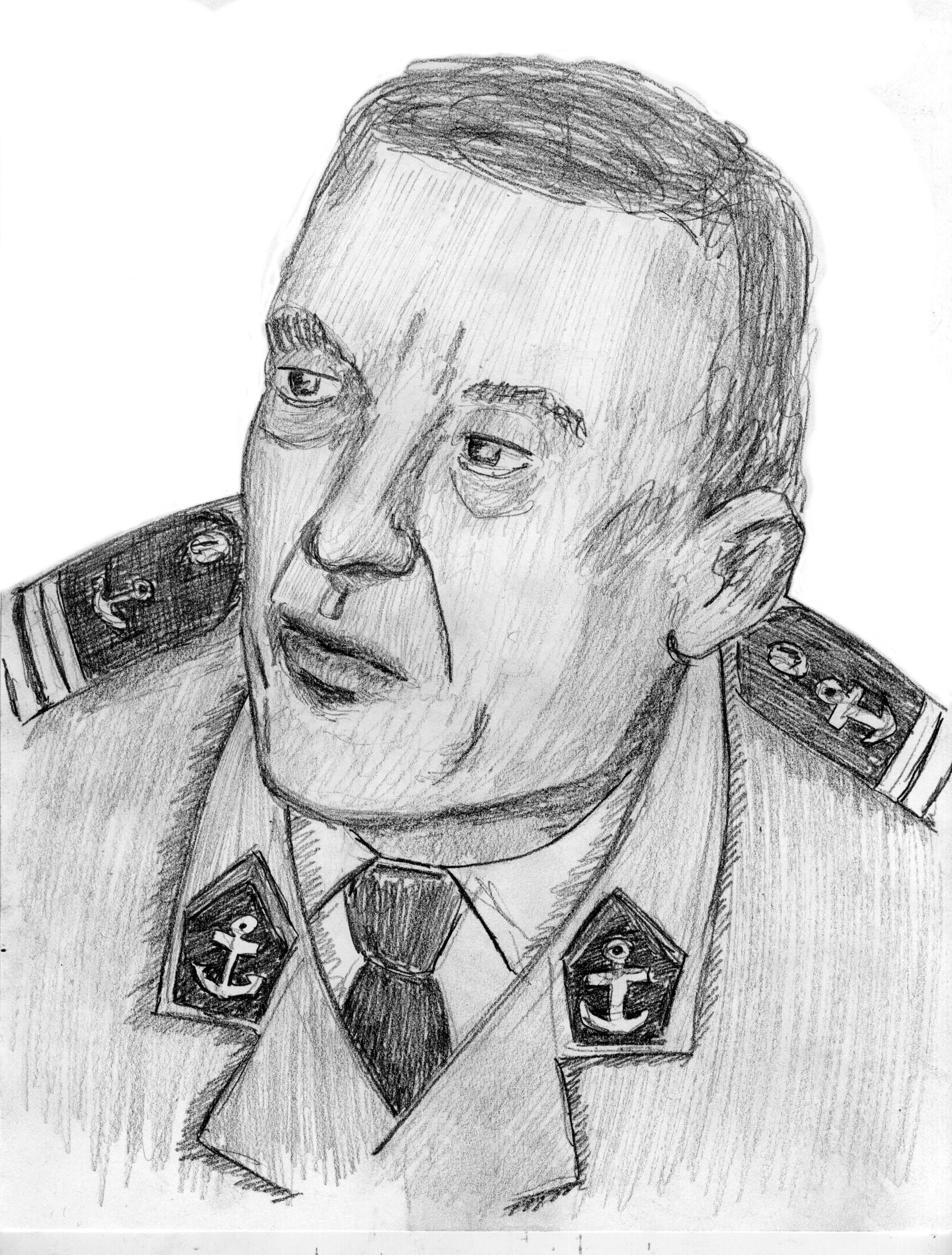
Roger Trinquier.
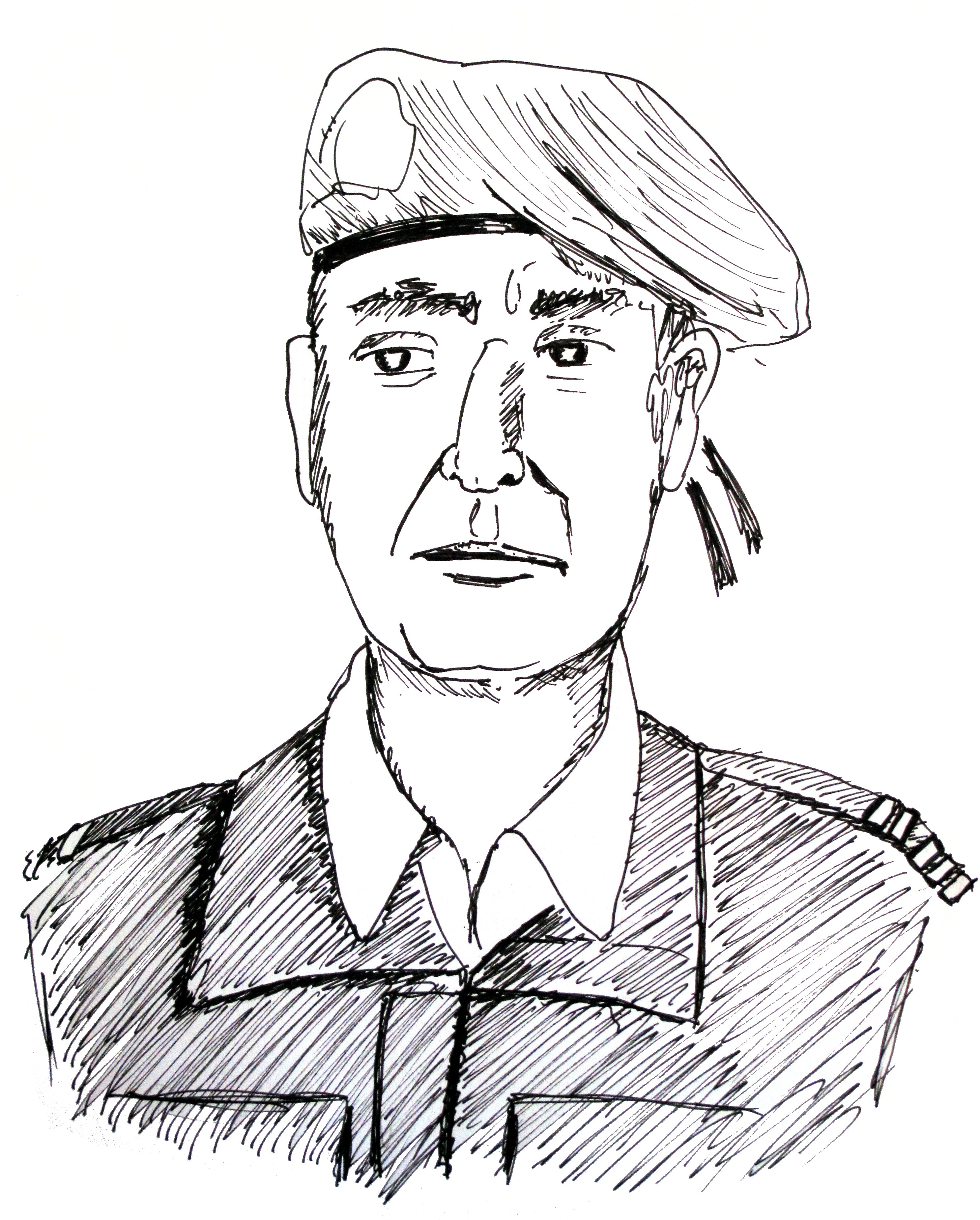
Paul Aussaresses.

- General Jacques Massu: comandó la 10.ª División de Paracaidistas y recibió plenos poderes en Argel. Dirigló las operaciones de la batalla de Argel.
- Coronel Marcel Bigeard: su regimiento, el 3.º de paracaidistas de paracaidistas coloniales] o 3.º RPC, participó en la batalla de Argel dentro del 10.ª} División de paracaidismo
- Coronel Yves Godard: designado por el general Massu como jefe de Estado Mayor, jefe del sector «Argel sahel», que le delegó todos los poderes policiales. Creó con el capitán Léger el Grupo de Inteligencia y Explotación. Dirigió la segunda fase de la batalla de Argel (junio-octubre).
- Coronel Roger Trinquier: dirigió la primera fase de la batalla de Argel (enero-junio) y creó el Dispositivo de Protección Urbana (DPU) encargado de controlar a la población
- Teniente Coronel Pierre Paul Jeanpierre: comandó el 1.er regimiento de paracaidistas extranjeros en los momentos difíciles de la segunda fase de la batalla de Argel, herido por Yacef Saâdi el mismo día de su detención en la Casba, el 24 de septiembre de 1957
- Capitán Paul-Alain Léger: ayudante del coronel Godard durante la segunda fase de la batalla de Argel (junio-octubre) y se infiltró en las redes de la Zona autónoma de Argel bajo el proceso de la famosa Bleuite.
- Comandante Paul Aussaresses: encargado del enlace con la policía en el cuartel general de Massu, supervisó la acción de las OR de los regimientos del 10 DP de enero a junio. DP de enero a junio.
- El general Jacques Pâris de Bollardière: comandaba un sector en Mitidja y, en desacuerdo con Massu, pidió ser relevado en marzo de 1957

### Principales jefes del FLN

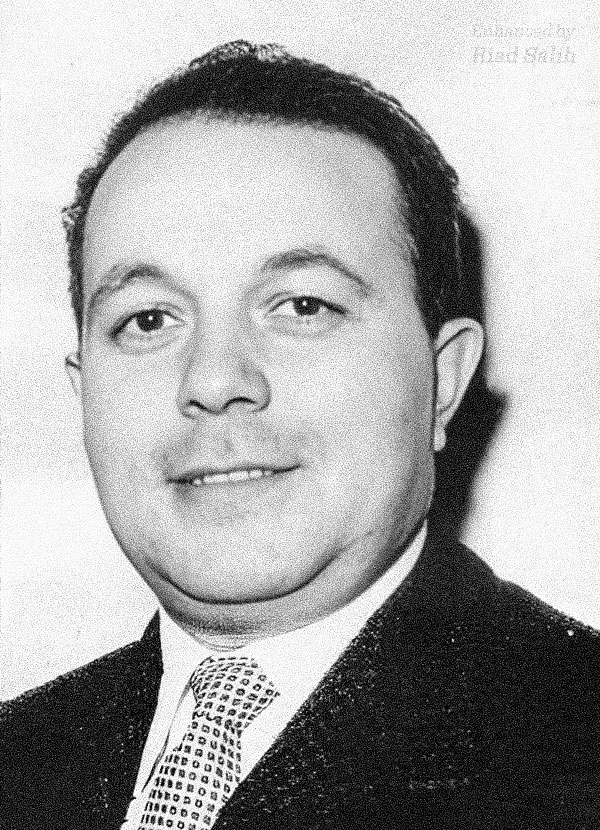
Abane Ramdane
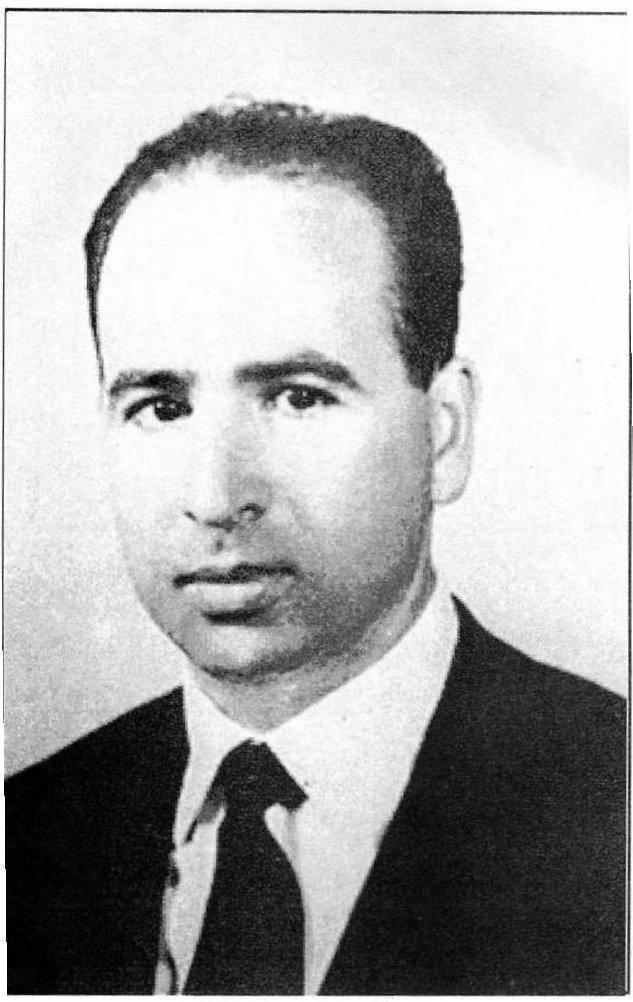
Krim Belkacem
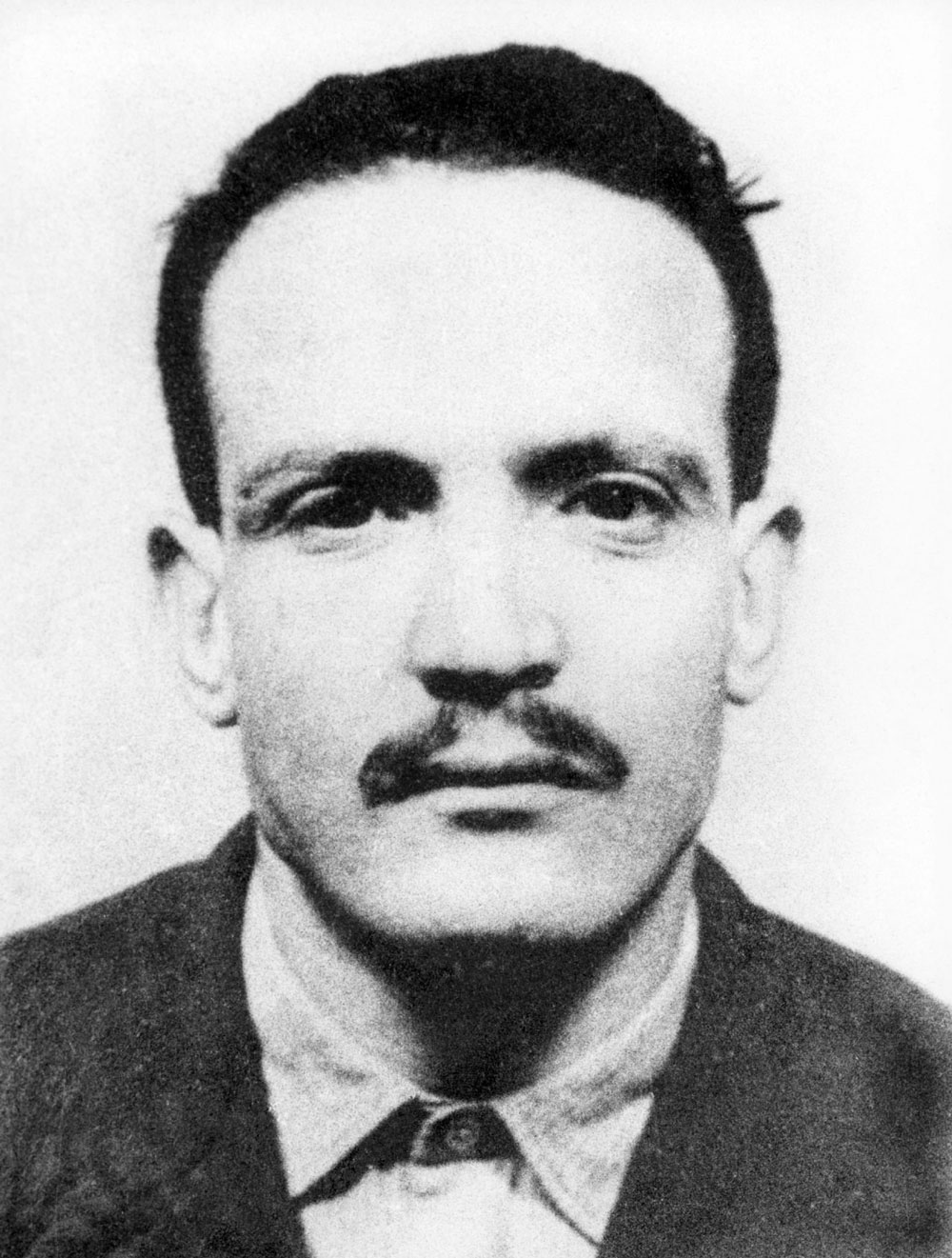
Larbi Ben M'hidi
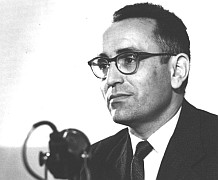
Benyoucef Benkhedda
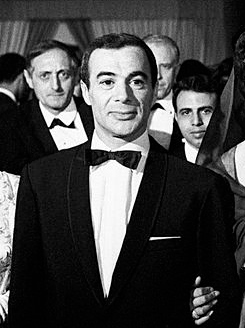
Yacef Saâdi

- Abane Ramdane: responsable político y financiero y miembro del CCE durante la primera fase de la batalla de Argel
- Krim Belkacem: oficial de enlace, jefe de Estado Mayor, estratega de la lucha armada y miembro del CCE durante la primera fase de la batalla de Argel
- Larbi Ben M'hidi, alias Si Hakim : responsable de la acción armada en Argel y miembro del CCE
- Benyoucef Benkhedda, líder político y miembro del CCE durante la primera fase de la batalla de Argel
- Yacef Saâdi, alias «Si Djaâfar, Réda Lee»: adjunto de Ben M'Hidi, encargado de la red de bombas, líder de la Zona autónoma de Argel y figura emblemática de la segunda fase de la batalla de Argel.
- Ali La Pointe: asistente de Yacef Saâdi
- Chérif Debih: conocido como «Si Mourad», comisario político de la Zona autónoma de Argel y responsable de la «red de bombas» bajo el mando de Yacef Saadi. Morirá con su compañero Ramel durante una auténtica batalla campal con los paracaidistas en la Casba, en septiembre de 1957.
- Haffaf Arezki alias «Houd»: responsable del enlace de inteligencia de la Zona autónoma de Argel.

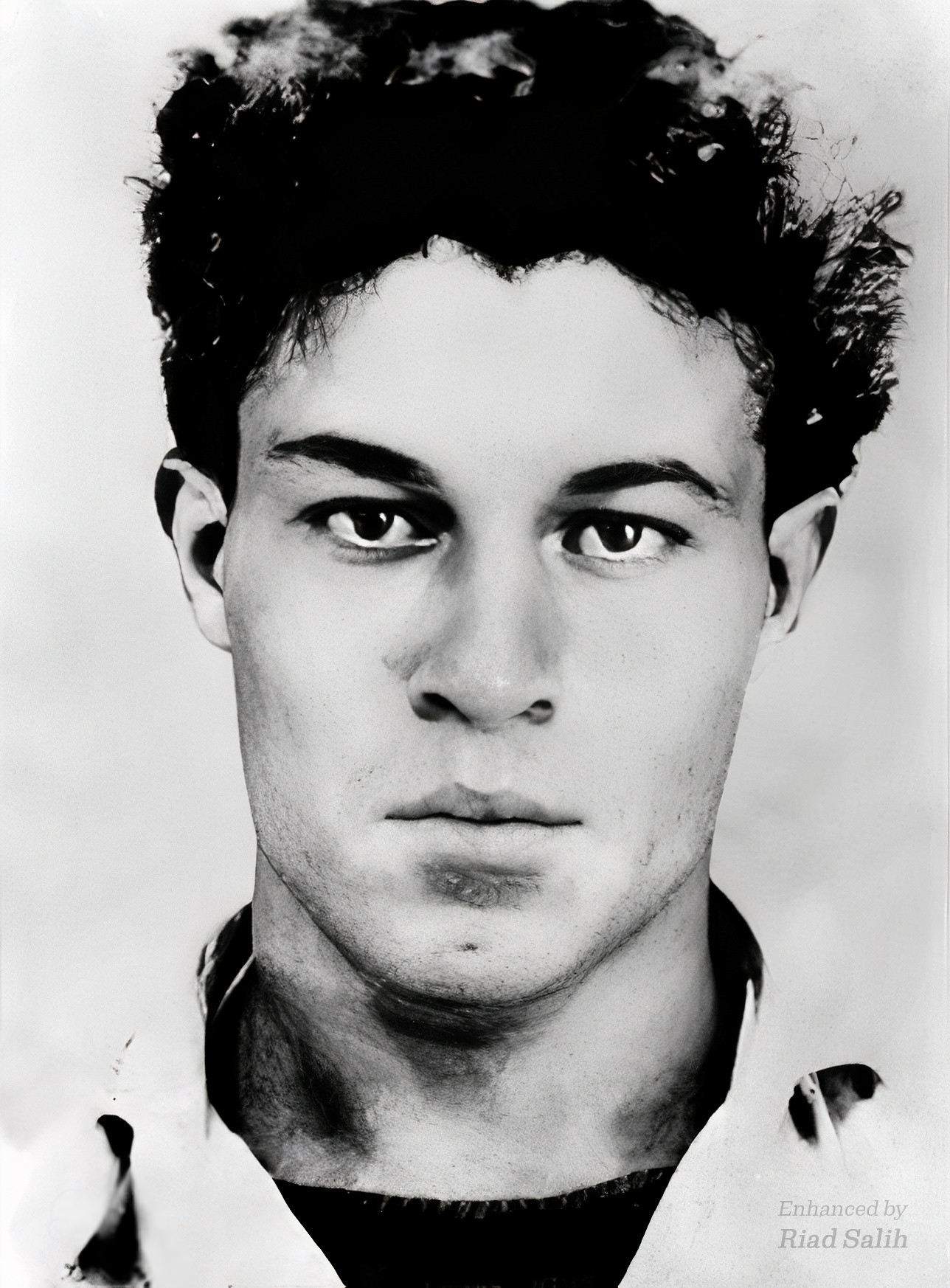
Ali La Pointe adjunto de Yacef Saâdi.

#### Chicas de la «red de bombas» reclutadas por el FLN

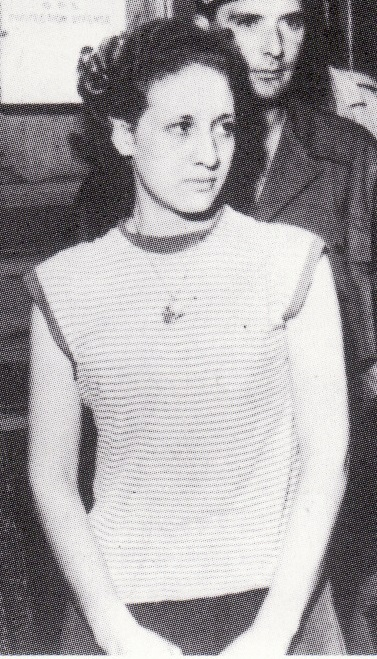
Zohra Drif
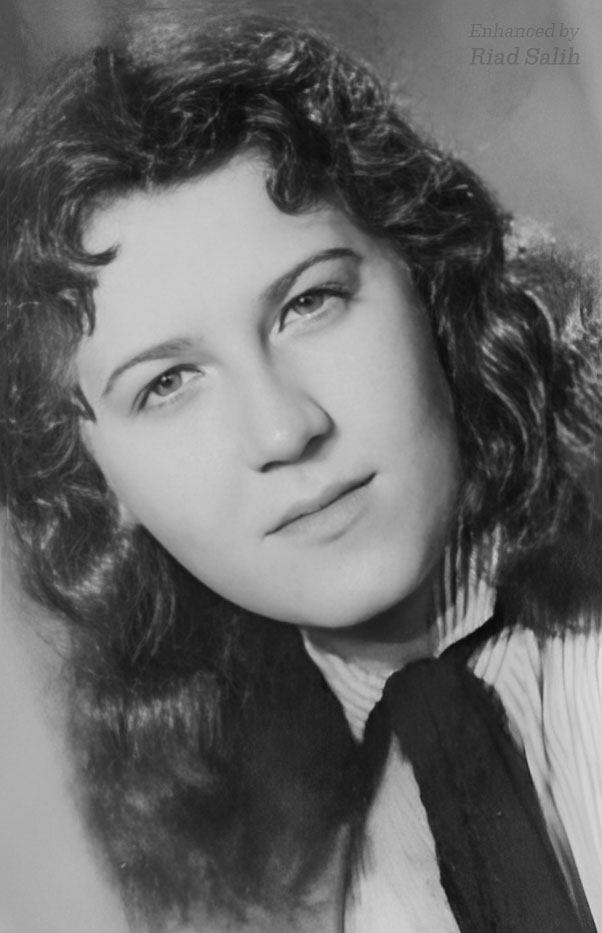
Hassiba Ben Bouali
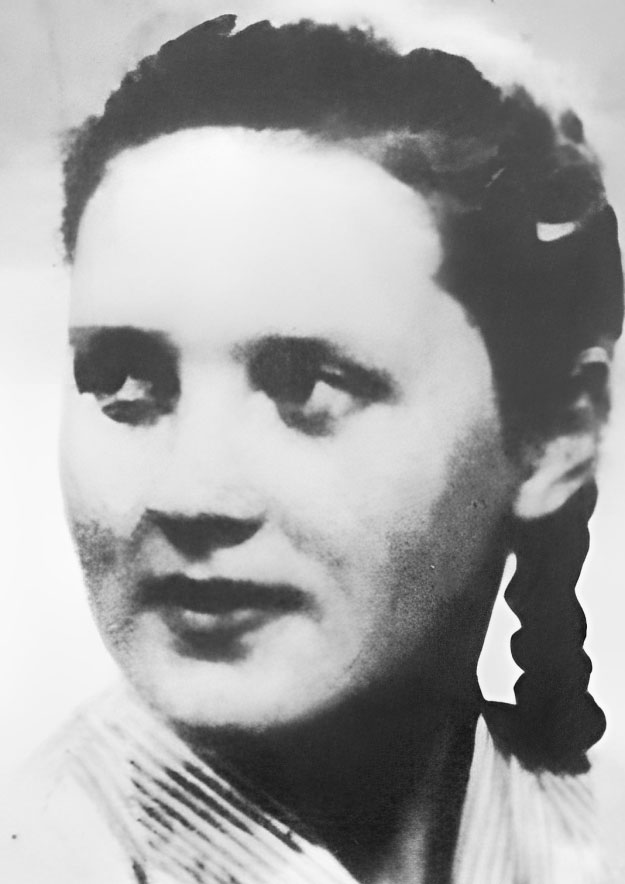
Raymonde Peschard

### Contexto

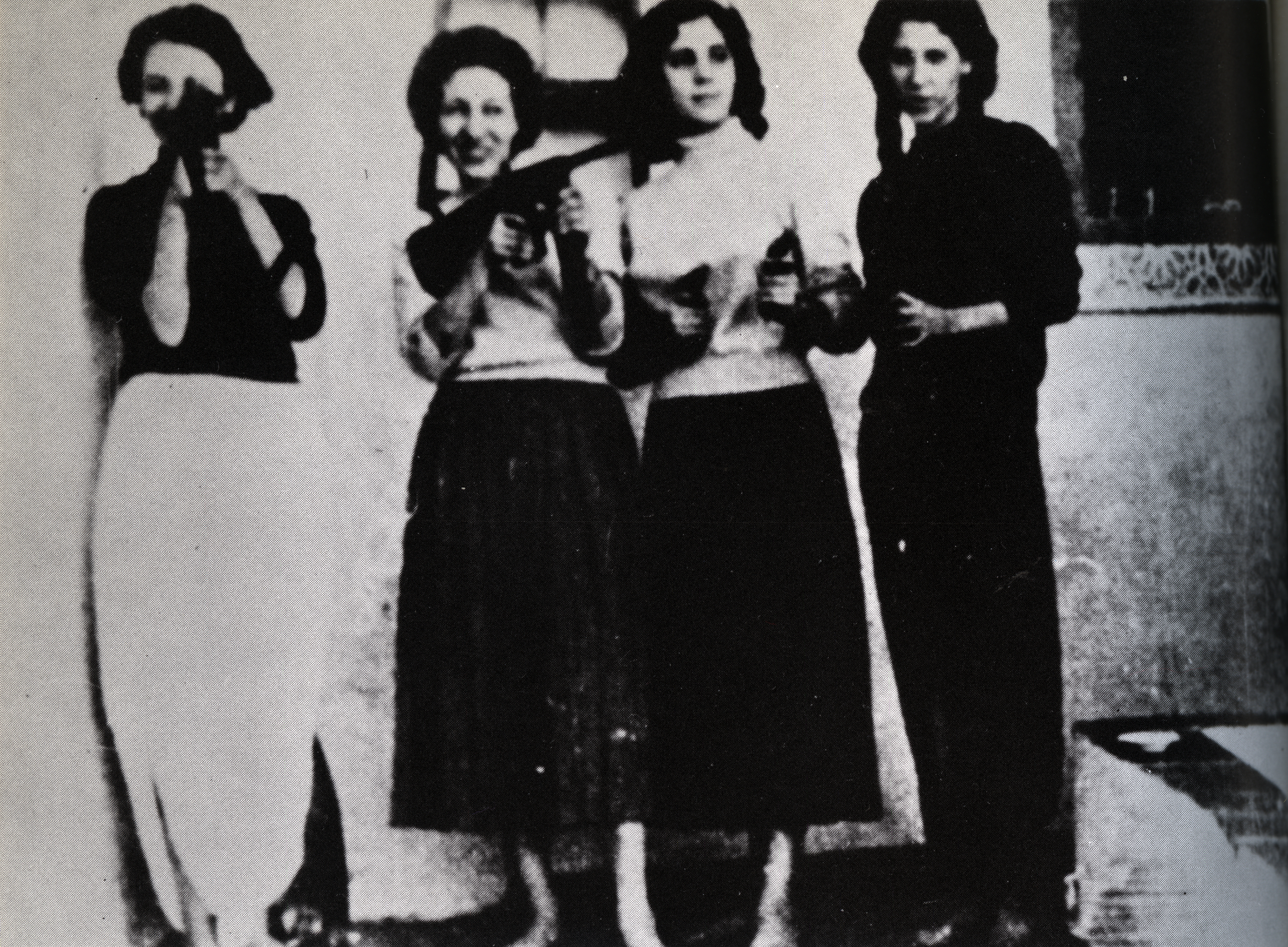
Chicas de la «red de bombas» de Yacef Saâdi, de izquierda a derecha: Samia Lakhdari, Zohra Drif, Djamila Bouhired y Hassiba Ben Bouali.

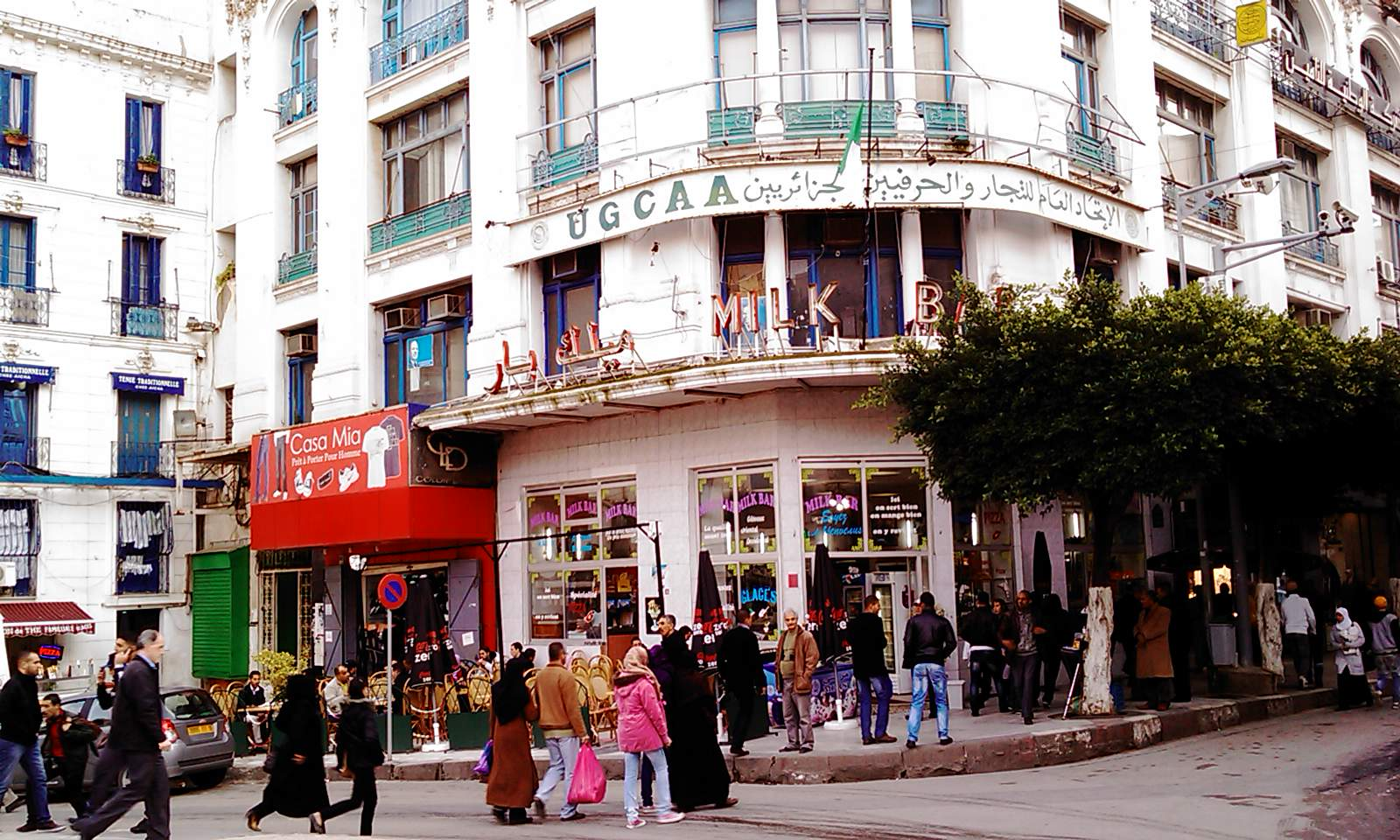
El Milk-Bar de Argel en 2011, donde tuvo lugar el espectacular atentado del 30 de septiembre de 1956, con un balance de 4 muertos y 55 heridos, perpetrado por la terrorista Zohra Drif de la red de bombas de Yacef Saâdi.

En marzo de 1955, Rabah Bitat, líder del FLN en Argel, una ciudad con 585 000, es arrestado y es Abane Ramdane, recién salido de la cárcel, lanzado en paracaídas desde Cabilia, quien se hace cargo de la dirección política de Argel. Ramdane consiguió en poco tiempo reunir y restablecer el FLN en la ciudad creando la Zona autónoma de Argel (ZAA). Según su biógrafo Khalfa Mameri, Abane quería aplicar una estrategia de «aceleración deliberada de la represión» para unificar al pueblo argelino en torno al FLN. Tras la ejecución de dos condenados a muerte el 19 de marzo de 1956, hizo distribuir un folleto amenazador: «Por cada maquis guillotinado, cien franceses serán asesinados sin distinción». Y del 20 al 22 de junio, 49 personas murieron o resultaron heridas en las calles en 72 atentados.
En 1956, cuando la «cuestión argelina» iba a ser discutida en las Naciones Unidas, Abane Ramdane y Larbi Ben M'Hidi decidieron, al final del Congreso de Soummam, para dar mayor difusión al conflicto, intensificar y concentrar las operaciones en Argel.
Al mismo tiempo, se celebraron negociaciones secretas en Belgrado y Roma durante el verano de 1956. En Bab El Oued, barrio europeo de Argel, se cometió un atentado el 19 de julio de 1956, por parte del comando del FLN de Boudhries que ametralló a civiles, matando a uno e hiriendo a tres.En represalia, los militantes más radicales de la Argelia francesa se organizaron en grupos paramilitares, bajo la dirección de André Achiary, ex oficial del SDECE que era subprefecto en Constantinois en el momento de la masacre de Sétif (1945). Con miembros de la Organización de la Resistencia de Argelia Francesa, creada por Robert Martel, Achiary organizó el atentado en la calle de Thèbes, en la Casba de Argel, en la noche del 10 de agosto de 1956, que mató a 16 personas e hirió a otras 57, y marcó un punto de inflexión en la Guerra de Argelia.  Así, Patrick Rotman señaló, en L'Ennemi intime (2002), que «en Argel, el contraterrorismo precedió al terrorismo», pero la Guerra de Argelia llevaba más de 2 años. El historiador Guy Pervillé señaló que esta interpretación olvida que los atentados antiterroristas del verano fueron una respuesta a la ola de atentados que comenzó a finales de junio de 1956. Yacef Saâdi, que entonces era el jefe militar del FLN en la Zona autónoma de Argel, diría más tarde a la periodista Marie-Monique Robinː

Jusqu'au massacre de la rue de Thèbes, nous ne faisions des attentats à Alger qu'en réponse à des arrestations massives ou à des exécutions. Mais là, nous n'avions plus le choix : fous de rage, les habitants de la Casbah ont commencé à marcher sur la ville européenne pour venger leurs morts. J'ai eu beaucoup de mal à les arrêter, en les haranguant depuis les terrasses, pour éviter un bain de sang. Je leur ai promis que le FLN les vengerait [Hasta la masacre de la calle de Thèbes, solo realizábamos atentados en Argel en respuesta a detenciones o ejecuciones masivas. Pero ahora no teníamos otra opción: locos de rabia, los habitantes de la Casba comenzaron a marchar sobre la ciudad europea para vengar a sus muertos. Me costó mucho detenerlos, arengándolos desde las terrazas, para evitar un baño de sangre. Les prometí que el FLN los vengaría]
Marie-Monique Robin

Las negociaciones de paz fracasaron y el gobierno de Guy Mollet (SFIO) puso entonces fin a la política de negociaciones. Larbi Ben M'hidi decidió extender las acciones terroristas a la ciudad europea, para llegar a las capas urbanas, en particular a la burguesía árabe, y hacer de Argel una caja de resonancia para llegar a la opinión pública metropolitana e internacional.  Después de enviar a la guillotina a los dirigentes del FLN, éste dio las siguientes instrucciones: «Fusilar a cualquier europeo de entre dieciocho y cincuenta y cuatro años. Ni mujeres, ni niños, ni ancianos».

### Atentados
Yacef Saadi creó la «Red de bombas», y fueron las mujeres las encargadas de colocarlas. Annie Steiner, una mujer francesa de Argelia, fue una de ellas. Fue detenida el 15 de octubre de 1956 y condenada a cinco años de prisión, pero fue liberada en 1961 y optó por la nacionalidad argelina en el momento de la independencia.
El 30 de septiembre de 1956, dos bombas explotaron en el Milk Bar (gestionado por Emile Bakouche) y en la Cafetería, matando a 4 personas e hiriendo a 52 (entre ellas Danielle Michel-Chich): «la batalla de Argel había comenzado, y con ella volaban las últimas esperanzas de un acuerdo político, que ni los pieds-noirs ni el ejército querían». (Robin), 2004.
Los jefes de la delegación exterior del FLN, Hocine Aït Ahmed, Ahmed Ben Bella, Mohamed Boudiaf, Mohamed Khider y Mostefa Lacheraf, fueron detenidos el 22 de octubre de 1956, con motivo del secuestro del avión DC-3 F-OABV hacia Argel, que conducía la delegación de Rabat a Túnez, para asistir a una conferencia que reunía a los líderes históricos del FLN, al sultán de Marruecos y al presidente Habib Bourguiba para intentar elaborar una solución negociada al conflicto. En diciembre, tras el fracaso de la Expedición de Suez, cruelmente sentido por el ejército, el general Raoul Salan, adepto a la teoría de la guerra contrarrevolucionaria, fue nombrado comandante en jefe del ejército en Argelia. Antiguo presidente de la Association des combattants de l'Union française (ACUF), Salan se rodeó de veteranos de la guerra de Indochina, como los generales Dulac, Goussault, Jacques Allard y el teniente coronel Roger Trinquier, que escribió La Guerre moderne (1961)

### Massu recibe plenos poderes
El 4 de enero de 1957, el presidente del Consejo Guy Mollet decidió confiar al general Massu plenos poderes civiles y militares, durante una reunión en Matignon en la que estaba presente el gobernador general de Argelia (función rebautizada como «Residente General») Robert Lacoste, el ministro de Asuntos Exteriores Christian Pineau, el ministro de Finanzas Paul Ramadier, el ministro de Defensa Maurice Bourgès-Maunoury, ferviente seguidor de la doctrina de la guerra contrarrevolucionaria del coronel Lacheroy, y dos de sus secretarios de Estado Max Lejeune (tierra) y Louis Laforêt (aire). El consejo de ministros pidió a François Mitterrand, ministro de Justicia, que defendiera en la Asamblea Nacional de Francia el proyecto de ley que otorgaba poderes especiales al ejército.
El general Massu controlaba entonces los poderes de la policía francesa, gobernando no sólo su división, la 10.ª DP (División paracaidista, 4 regimientos), pero también sobre la policía urbana y judicial, la direction de la Surveillance du territoire (DST), el Groupe de renseignements et d'exploitation (GRE), el SDECE (servicio de contrainteligencia) y su brazo armado, el 11.º regimiento paracidista de choque (3200), el 9.º regimiento de zuavos, situado en la Casba de Argel, 350 soldados de caballería del 5.º regimiento de cazadores africanos, 400 hombres del 25.º regimiento de dragones, 650 hombres de los dos destacamentos de intervención y reconocimiento, y 1100 policías, 55 gendarmes, 920 CRS y unos 1500 hombres de las unidades territoriales (UT), compuestas principalmente por pieds-noirs ultras y dirigidas por el coronel Jean-Robert Thomazo.
El prefecto Serge Barret firmó el 7 de enero de 1957, por orden del ministro residente Lacoste, una delegación de poderes al general Massu, estipulando que «en el territorio del departamento de Argel, la responsabilidad del mantenimiento del orden pasa, a partir de la fecha de publicación del presente decreto, a la autoridad militar, que ejercerá los poderes de policía normalmente atribuidos a la autoridad civil». Esta orden encargó a Massuː «establecer zonas de residencia regulada o prohibida; poner bajo arresto domiciliario, con o sin vigilancia, a cualquier persona cuya actividad sea peligrosa para la seguridad o el orden público; regular las reuniones públicas, salas de espectacolos y baress; prescribir la manifestación, ordenar la entrega y proceder a la búsqueda y retirada de armas, municiones y explosivos; ordenar y autorizar los registros domiciliarios diurnos y nocturnos; fijar los beneficios que deben imponerse, en concepto de reparación de los daños causados a la propiedad pública o privada, a quienes hayan prestado cualquier tipo de ayuda a la rebelión».
El ejército fue investido de poderes de policía y se le confiaron las misiones normalmente asignadas a esta última, con la diferencia de que en adelante podrían ejercerse fuera de todo marco judicial. El general Jacques Pâris de Bollardière, que posteriormente rechazó estos métodos y fue puesto bajo arresto durante 60 días, declaró: «El ejército, poco a poco, conquistó uno tras otro todos los instrumentos del poder, incluido el judicial, y se convirtió en un Estado dentro del Estado»". El historiador Pierre Vidal-Naquet añade que 7 de enero de 195} marca «la capitulación del poder civil ante el poder militar, de la República ante los generales».

## Desarrollo

### Desencadenamiento
El 7 de enero de 1957, 8000 hombres de la 10.ª división de paracaidistas de Francia que regresaban de Egipto, donde junto a los británicos derrotaron al ejército egipcio del coronel Gamal Abdel Nasser —aliado del FLN— durante la campaña de Suez, entró en Argel con la misión de «pacificar» la ciudad presa de atentados terroristas. La división estaba al mando del general Jacques Massu, al que Robert Lacoste acababa de dar plenos poderes, asistido por los coroneles Marcel Bigeard, Roger Trinquier, Albert Fossey-François Yves Godard y Paul-Alain Léger.
Cuando llegaron los paracaidistas, el FLN respondió con una oleada de ataques mortales. En particular, el 26 de enero, cuando las bombas explotaron en tres cafés de la ciudad, matando a 5 personas e hiriendo a 34. El FLN lanzó entonces una orden de huelga general para el 28 de enero, en estos términos «si no interrumpís vuestro trabajo durante todo el tiempo solicitado, el Frente de Liberación Nacional se verá obligado a eliminaros sin piedad y allí donde estéis» Los paracaidistas rompieron la huelga en pocos días, obligando a abrir los comercios, recogiendo con camiones a los obreros y funcionarios ausentes del trabajo[cita requerida].
La unidad del general Aussaresses, conocida como el escuadrón de la muerte, detuvo, según su propio relato, a 24 000 personas durante los seis meses que duró la batalla de Argel, de las cuales 3000 desaparecieron, entrevista de 2003 del autor con Aussaresses.La cifra de 3000 desaparecidos la da también Guy Pervillé.
Durante la primavera de 1957, se perpetró una media de 800 atentados (tiroteos o explosiones) al mes en la capital[cita requerida]. Una directiva del CCE (Comité de Coordinación y Ejecución) del FLN en Túnez afirmó: «Una bomba que causa la muerte de diez personas y hiere a otras cincuenta equivale, psicológicamente, a la pérdida de un batallón francés».

### Registros en la Casba de Argel
|                                                                                   |
| Larbi Ben M'hidi, tras su detención por los paracaiditas el 23 de febrero de 1957 |

| |
| En primer plano, la casa donde Yacef Saâdi fue detenido por los paracaidistas de la 1.ª REP, situada en el 3, rue Caton |

| |
| Desmantelamiento de la «red de bombas» de Yacef Saad. Ell coronel Yves Godard presentó a la prensa 33 bombas recuperadas durante un registro en la Casba de Argel |

| |
| Casba de Argel: el famoso nombre de la calle des Abdérames donde se encontraba el escondite de Ali la Pointe |

| |
| Casba de Argel: la puerta de entrada que conduce al lugar donde se escondía Ali la Pointe, situada en el 5, rue des Abdérames |

| |
| Generador eléctrico o el famoso " Gégène", utilizado como instrumento de tortura por los paracaidistas. |

| |
| Diagrama del sistema piramidal de la Zona autónoma de Argel (Z.A.A.) adoptado por Yacef Saâdi, jefe político-militar de la Z.A.A. (1956-1957). para respetar la compartimentación: células de tres miembros en cada una, un militante conocía a su superior pero ignorbaa todo lo del tercero. Este sistema tenía la ventaja de evitar las conversaciones, siempre peligrosas, y también de que un detenido no revelara, bajo tortura, los detalles de la organización. Un líder intermedio solo conocía a tres hombres: dos por debajo de él y uno en lel escalón superior . No sabía nada de los hombres de abajo ni de los de arriba. |

Las tropas patrullaban la ciudad, registraban las entradas de los lugares públicos, la Casba de Argel estaba rodeada de alambre de espino; todos los que entraban o salían eran registrados. Estas medidas estaban destinadas más a tranquilizar a la población europea que a obstaculizar al FLN. El coronel Trinquier creó el DPU (sistema de protección urbana), que consistía en registrar sistemáticamente a todos los habitantes de un edificio y nombrar a un responsable del bloque. El responsable debía avisar de cualquier movimiento, salida o llegada. Se interrogaba sistemáticamente a las personas que llegaban para detectar a los inmigrantes ilegales o a los maquis que habíann llegado como enlace. Según el historiador Jean-Charles Jauffret, esta red urbana «recuerda a la organización urbana instituida por el Tercer Reich y el régimen estalinista». La aplicación del toque de queda permitía detener a los sospechosos en su domicilio, al margen de la ley. Interrogados en centros de detención y centros de tortura, estos prisioneros «extrajudiciales» eran luego ejecutados o «entregados», pasando a formar parte del equipo del «dispositivo de protección urbana» del capitán Paul-Alain Léger, jefe del Grupo de Inteligencia y Explotació (GRE]), o, en raros casos, entregados a las autoridades judiciales y luego liberados por falta de pruebas. Las ejecuciones se disimulaban primero con las «corvées de bois» (ejecuciones sumarias de prisionerosque se hacían pasar por intentos de fuga para que parecieran legales), o se llevaban a cabo de forma clandestina, arrojando a los presos al mar en helicóptero (vueloa de la muerte). Las propias autoridades judiciales no sabían cuántos centros de detención había, ya que el ejército actuaba en total secreto.
A finales de febrero, los paracaidistas descubrieron decenas de bombas listas para ser colocadas en un alijo.
El segundo buró remontó los canales, reclutó informantes, detuvo a los sospechosos y los hizo hablar. Comenzaron identificando a los recaudadores de fondos y desmantelando gradualmente las redes. El 16 de febrero, los hombres del coronel Bigeard capturaron a Larbi Ben M'hidi, coordinador de las acciones armadas en Argel. Fue torturado y ejecutado unos días después por el ejército francés, que lo ahorcó (5 de marzo). Los líderes del FLN, especialmente Abane Ramdane y Krim Belkacem, abandonaron Argel.

### Uso de la tortura
Se utilizó la tortura (gégène, bañera, etc.) para perseguir a los independentistas. Muchos fueron llevados ante la justicia, pero otros fueron eliminados sin juicio. Al mismo tiempo, con la ayuda de los archivos de la policía y de la DST, el ejército detuvo a los europeos que ayudaban al FLN, algunos de los cuales fueron condenados y fusilados[cita requerida], o murieron en detención, como el joven matemático Maurice Audin. Según la historiadora Raphaëlle Branche: «[...] en aquella época, la tortura se practicaba masivamente en Argel y no sólo para obtener información, como se ha dicho a menudo, sino para aterrorizar a la población. [...] afectó a todos, sin distinción de raza o sexo». En otras palabras, los europeos también fueron torturados por el ejército francés. Y la medida en que se practicó la tortura "para todos" en esos meses fue realmente una novedad. Comunistas, progresistas, miembros de centros sociales fueron detenidos, incomunicados, torturados en Argel en los primeros meses de 1957, por el 1.er regimiento de cazadores paracaidistas, pero también por otros. Un regimiento en particular parece haberse "especializado" en europeos: el 1er régiment étranger de parachutistes, legionarios con base en la villa Sésini. [...]. No se hizo ninguna distinción por razón de sexo: las mujeres también fueron detenidas y luego torturadas, lo que también fue una novedad.
Desde el comienzo de la guerra de Argelia, se produjeron protestas en la Francia metropolitana contra determinados métodos de interrogatorio, que se generalizaron a partir de enero de 1957. A finales de enero, una comisión parlamentaria investigó en Orán los abusos denunciados por los detenidos de origen argelino o europeo. Esta comisión constató hechos preocupantes, pero no concluyó que se hubiera recurrido a la tortura, porque «las leyes excepcionales están plenamente justificadas en Argelia y no pueden ponerse en tela de juicio mediante el juicio de los investigadores de la DST». El periódico Témoignage chrétien lanzó el debate en febrero de 1957, al igual que France-Observateur o L'Express. Varias personalidades adoptaron una postura. El 25 de marzo, René Capitant suspendió sus cursos de Derecho en la Universidad de París, tras la sospechosa muerte de uno de sus antiguos alumnos, Ali Boumendjel, atribuida a un suicidio, aunque había muerto bajo increíbles torturas. Las causas de su muerte no se revelaron al público hasta 2021, 64 años después. El general Jacques Pâris de Bollardière mostró su desaprobación solicitando oficialmente el 28 de marzo de 1957 ser relevado de su mando. Paul Teitgen, secretario general de la policía de Argel, antiguo miembro de la Resistencia y católico, hizo lo mismo en septiembre, pronunciándose contra la práctica de la tortura en Argelia. El escritor Jean Bruller rechazó su Legión de Honor. A principios de marzo, el gobierno de Guy Mollet creó una Comisión para la Protección de los Derechos y Libertades Individuales que, el 7 de septiembre de 1957, emitió un informe, en el que se destacaba la «atrocidad de la rebelión», pero que concluía que los actos eran perpetrados esporádicamente por los militares, a pesar de las órdenes que los prohibían, y refutaba la hipótesis de un «sistema generalizado».

### Infiltraciones de las redes del FLN
El verano de 1957 marcó un punto de inflexión en la batalla de Argel. El 4 de junio, cuatro bombas ocultas en postes de luz explotaron hacia las 18:30 horas, la hora en que la gente salía de la oficina, cerca de las paradas de autobús en Argel, matando a 10 personas, entre ellas tres niños, e hiriendo a 92, de las cuales 33 sufrieron amputaciones. El 9 de junio explotó una nueva bomba en Argel, en el casino de la Corniche, una sala de baile popular entre los jóvenes, especialmente los judíos de Bab El-Oued, pero que también se utilizaba como centro de detención. La bomba, colocada bajo el escenario de la orquesta, mató a ocho personas e hirió a casi a 100.
El gobierno retiraó a los paracaidistas y dio plenos poderes a Massu. Esta vez, hubo un hecho nuevo: la Bleuite y sus bleus de chauffe, antiguos militantes del FLN que habían regresado y que trabajaban para el Grupo de Información y Explotación (GRE) dirigido por capitán Léger en la Casba de Argel. No sólo proporcionan información sobre las redes, sino que también se infiltraron. A finales de agosto, durante una operación, se descubrieron 14 bombas y el resto del personal de la Zona Autónoma de Argel murió, en prisión o devueltos, excepto dos hombres, el dirigente Yacef Saâdi y su adjunto, Ali la Pointe. El 24 de septiembre, Yacef Saâdi fue a su vez detenido, y el 8 de octubre Ali la Pointe murió en la explosión que pretendía destruir su escondite. Ali la Pointe había sido descubierto por los bleus-de-chauffe del capitán Léger gracias a Hassène Guendriche, alias Zerrouk, uno de los ayudantes de Saadi, que fue detenido el 6 de agosto de 1957 y devuelto por Léger, sin que ni Saadi ni Ali la Pointe se apercibieran.

## Balance

### Tácticas
Se descubrieron los depósitos de armas del FLN, se desmanteló la red y se identificó, localizó y detuvo a los principales dirigentes del FLN. La red del FLN de Argel dejó de existir, los miembros restantes fueron entregados por el capitán Paul-Alain Léger, Argel no conoció más ataques del FLN hasta el final de la guerra de Argelia.

### Política
La batalla de Argel, que fue más una operación policial que una batalla, fue ganada sobre el terreno por el ejército francés, con ambos bandos practicando, entre otras cosas, métodos prohibidos por las leyes de la guerra, socavó seriamente la credibilidad de la operación de «pacificación» llevada a cabo por los sucesivos gobiernos, a los ojos de la opinión pública francesa. De hecho, políticamente, hubo repercusión internacional a la acción del FLN. La "«Guerra de Argelia» todavía no se llamaba «guerra», era oficialmente una operación policial en ese momento.
La operación antiterrorista en un entorno urbano llevada a cabo por las tropas francesas sigue siendo, sin embargo, una referencia, un modelo de éxito en los estados mayores occidentales, en particular los estadounidenses, que la utilizaron más tarde en el marco de la guerra antiguerrilla y en la época de la guerra de Irak. Así, Roger Trinquier se convirtió en un teórico de la guerra subversiva reconocido internacionalmente, sobre todo gracias a su primer libro publicado en 1961, La Guerre Moderne, publicado en Estados Unidos con el título de Modern Warfare: A French View of Counterinsurgency.

### Coste humano
Guy Pervillé repitiendo las cifras expuestas por Jacques Massu habla de que el balance humano de las pérdidas de la Zona Autónoma de Argel es de «menos de mil hombres, y muy probablemente el número relativamente pequeño de trescientos muertos»"
El balance de víctimas del terrorismo fue de «314 muertos y 917 heridos en 751 atentados en catorce meses».

### Testimonios
- Alleg, Henri (1961). La question. Documents (en francés). Paris: Éditions de Minuit. ISBN 978-2-707-30175-8.
- Erwan Bergot, Les paras, Balland, 1971. (en francés)
- Bousselham, Hamid (2000). Torturés par Le Pen. Histoire de l'Algérie (en francés). Hamid Bousselham. Alger: Rahma-Anep. ISBN 978-9-961-80404-9.
- Bousselham, Hamid (2001). Quand la France torturait en Algerie (en francés). Alger: Rahma. ISBN 978-9-961-80405-6.
- Colonel Godard, Les trois batailles d'Alger, tome 1 (Les paras dans la ville) (en francés)
- Héduy, Philippe; général Jouhaud; Ordioni, Pierre; Alquier, Jean-Yves (2008).  Baconnier (impr. de Baconnier frères) 1957, ed. Algérie française : 1942-1962 (en francés) (1.ª (1980) edición). Paris: Bibliothèque des introuvables. OCLC 459610553.
- Massu, Jacques (1972). La vraie Bataille d'Alger (en francés). Plon. OCLC 251615353.
- Sergent, Pierre (1983). Je ne regrette rien; la poignante histoire des légionnaires-parachutistes du 1er R.E.P (en francés) (2.ª edición). Paris: Fayard. ISBN 978-2-213-00243-9.
- Saâdi, Yacef (2002). La bataille d'Alger. Témoins de l'histoire (en francés). 405, 511,. Paris: Publisud. ISBN 978-2-866-00945-8.
- Horne, Alistair (2006). A savage war of peace : Algeria, 1954-1962 (en francés). New York: New York Review Books. ISBN 978-1-590-17218-6.

### Libros históricos
- Courrière, Yves (2001). La guerre d'Algérie (en francés). T1: 1954-1957: les fils de la Toussaint, le temps des léopards. T2:1957-1962:l'heure des colonels, les feux du désespoir (1.ª (1969) edición). Paris: Fayard. ISBN 978-2-213-61121-1.
- Pellissier, Pierre (2002). La bataille d'Alger. Tempus (en francés). Paris: Perrin. ISBN 978-2-262-01865-8.
- Stora, Benjamin (1992). Histoire de la guerre d'Algérie 1954-1962. Collection Repères (en francés) (115). Paris: Éd. la Découverte. ISBN 978-2-707-12183-7.
- Tripier, Philippe (1972). Autopsie de la guerre d'Algérie (en francés). France empire.
- Pervillé, Guy (octubre de 1997). «Terrorisme et torture : la bataille d'Alger de 1957». L'Histoire (en francés) (214): 70.

## En la cultura
Filmografía
Archivo de las noticias sobre la batalla de Argel
- «Découverte d'un dépôt d'armes à Alger» (en francés). Journal Télévisé de 20h du 25 avril, ORTF (1957). Archivado desde el original el 26 de agosto de 2009. Consultado el 29 de mayo de 2022.
- «Explosion à la Casbah d'Alger». Journal Télévisé de 20h du 11 octobre, ORTF (1957). Consultado el 29 de mayo de 2022.

Literatura
- Jean Larteguy, Les Centurions, 1960
- Michel, Éric (2007). Algérie, Algérie : roman (en francés). Paris: Presses de la Renaissance.

Debate entre los actores de la batalla de Argel
- «Panorama: La bataille d'Alger avec Roger Trinquier et Yacef Saadi» (en francés). Panorama du 12 juin, ORTF (1970). Archivado desde el original el 10 de noviembre de 2009. Consultado el 29 de mayo de 2022.

Documentales
- La guerre d'Algérie, de Yves Courrière et Philippe Monnier, (1972).
- La Guerre sans nom, de Bertrand Tavernier, (1992).
- L'Ennemi intime, de Patrick Rotman, (2002).
- Historia de la película «La bataille d'Alger», de Salim Aggar (2019)[53]

Toda o parte de la historia de las siguientes películas está basada en el episodio histórico de la batalla de Argel:
- Les Centurions (Lost Command), de Mark Robson (1966).
- La batalla de Argel (La battaglia di Algeri), de Gillo Pontecorvo (1966).
- La Question, de Laurent Heynemann (1977).
- L'Honneur d'un capitaine, de Pierre Schoendoerffer (1982).